# Romée Leuchter
Romée Leuchter (Heerlen, Limburgo, Países Bajos; 12 de enero de 2001) es una futbolista neerlandesa. Juega de delantera y su equipo actual es el Ajax de la Eredivisie. Es internacional absoluta por la selección de los Países Bajos desde 2022.

## Trayectoria
Leuchter comenzó su carrera en el modesto CTO Zuid, y en 2019 fichó por el PSV.
Tras dos años en el club, el 7 de junio de 2021 se unió al Ajax.

## Selección nacional
Leuchter es internacional a nivel juvenil por los Países Bajos.
Debutó por la selección de los Países Bajos el 16 de febrero de 2022 contra Brasil por un encuentro amistoso.
En julio de 2022 fue citada a la Eurocopa Femenina 2022. Anotó dos goles el 17 de julio a Suiza por la fase de grupos.

## Clubes
| Club | País         | Año           |
| ---- | ------------ | ------------- |
| PSV  | Países Bajos | 2019-2021     |
| Ajax | Países Bajos | 2021-presente |

## Palmarés

### Títulos nacionales
| Título                            | Club | País         | Año     |
| --------------------------------- | ---- | ------------ | ------- |
| Copa de los Países Bajos Femenina | PSV  | Países Bajos | 2020-21 |
| Copa de los Países Bajos Femenina | Ajax | Países Bajos | 2021-22 |